# Vitali Chenenkov
Vitali Chenenkov –en ruso, Виталий Жененков– (1938) es un deportista soviético que compitió en natación. Ganó una medalla de oro en el Campeonato Europeo de Natación de 1958, en la prueba de 4 × 100 m estilos.

## Palmarés internacional
| Campeonato Europeo | Campeonato Europeo | Campeonato Europeo | Campeonato Europeo |
| Año                | Lugar              | Medalla            | Prueba             |
| ------------------ | ------------------ | ------------------ | ------------------ |
| 1958               | Budapest (Hungría) | Medalla de oro     | 4 × 100 m estilos  |